# Philippinische Segelechse

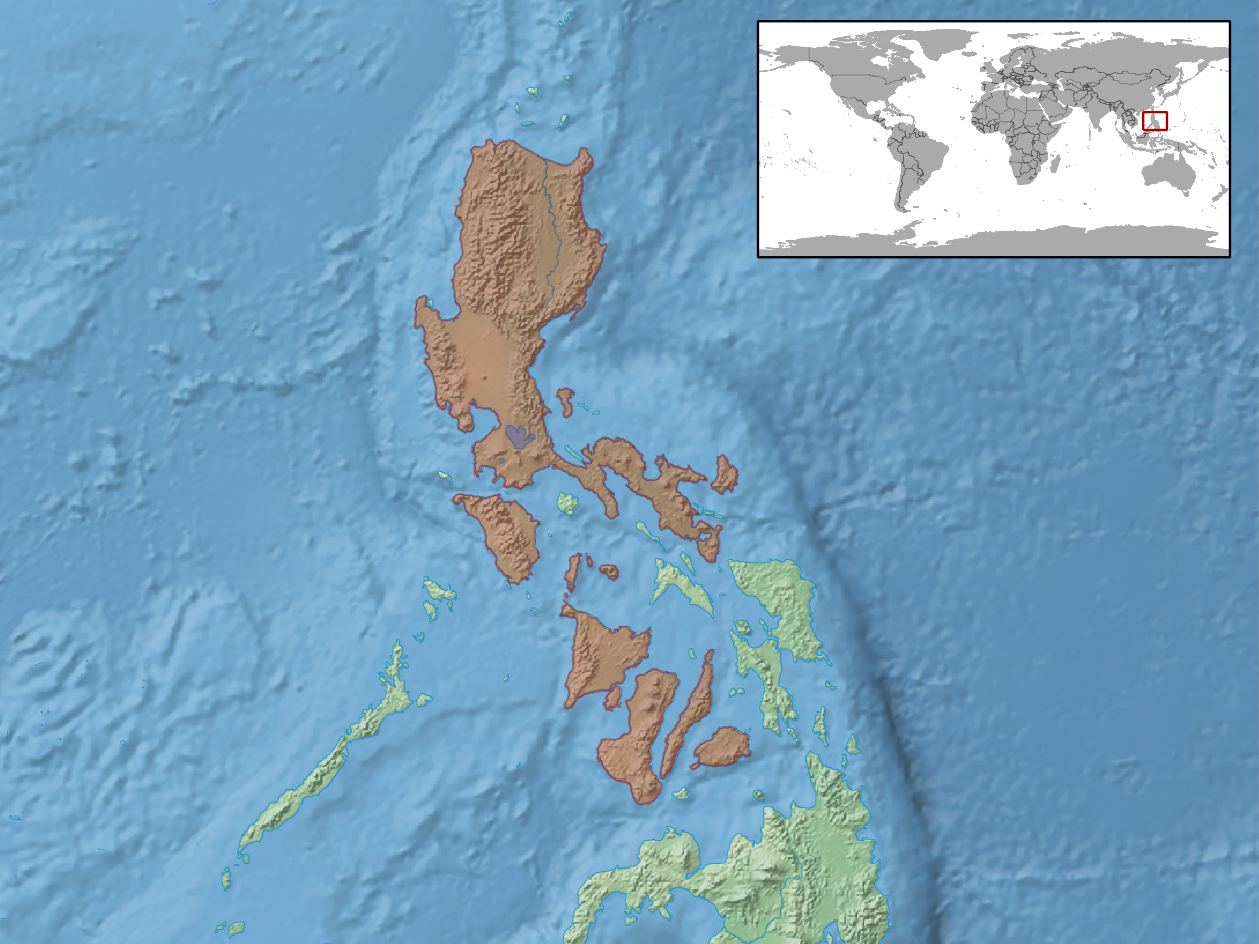
Vorkommen

Die Philippinische Segelechse (Hydrosaurus pustulatus) ist eine endemisch auf mehreren Inseln der Philippinen vorkommende Agame aus der Gattung der Segelechsen (Hydrosaurus).

## Beschreibung
Bei der Philippinischen Segelechse handelt es sich um eine große Agamenart. Zwischen den Geschlechtern besteht ein deutlicher Sexualdimorphismus. Männchen sind mit einer Gesamtlänge von bis zu 120 Zentimetern wesentlich größer als Weibchen, die etwa um ein Drittel kleiner sind. Der Kopf der Männchen ist sehr kräftig ausgebildet. Die Grundfärbung variiert bei beiden Geschlechtern stark und reicht von Graubraun über Dunkelgrau bis hin zu Olivgrün oder Grasgrün. Zuweilen sind hellbraune bis beigefarbene Muster zu erkennen. Die Haut an den Flanken des Körpers und am Hals ist oftmals faltig. Vom Nacken bis zum Schwanzansatz erstreckt sich ein Stachelkamm, der bei den Weibchen schwach, bei den Männchen hingegen deutlich ausgebildet ist. Ein markantes und namengebendes Merkmal ist ein großes Hautsegel auf dem Schwanz, das sich etwa über die Hälfte des Schwanzes hinzieht. Es erreicht beim Männchen eine Höhe von sechs bis sieben Zentimetern. Während der Paarungszeit verfärben sich Teile von Kopf und Körper in ein auffälliges Violett. Bei den Weibchen nehmen nur kleine Bereiche in der Halsregion diese Färbung an. Kurze Schwimmhäute an den Zehen erleichtern den Individuen das Schwimmen, die leichteren Jungtieren sind dadurch sogar in der Lage, kurze Strecken über Wasser zu laufen.

## Ähnliche Arten
Die Ambon-Segelechse (Hydrosaurus amboinensis (Schlosser, 1768)) und die Molukkensegelechse (Hydrosaurus weberi Barbour, 1911) sind in ihrem äußeren Erscheinungsbild der Philippinischen Segelechse sehr ähnlich. Da die Ambon-Segelechse jedoch auf Ambon, Buru sowie Ceram vorkommt und die Molukkensegelechse ausschließlich auf den Molukken heimisch ist, gibt es keine Verwechselungsgefahr, da sich der Lebensraum der drei Arten nicht überlappt.

## Verbreitung und Lebensraum
Die Philippinische Segelechse wurde auf den folgenden Inseln der Philippinen nachgewiesen: Luzon, Polillo, Mindoro, Negros, Dinagat, Mindanao, Panay, Bohol, Cebu, Romblon und Sibuyan. Auf Palawan sowie den im Süden gelegenen Inseln wurde die Art noch nicht gefunden. Die Tiere leben in unmittelbarer Wassernähe und halten sich bevorzugt in Mangrovenwäldern sowie auf Feuchtwiesen und an Flussmündungen auf. Sie wurden gelegentlich in Reisfeldern beobachtet. Die Höhenverbreitung reicht bis auf 800 Meter über dem Meeresspiegel.

## Lebensweise
Die tagaktiven Philippinischen Segelechsen leben stets in der Nähe von Wasserstellen und bilden meist kleine Gruppen. Sie sind ausgezeichnete Schwimmer und Taucher und bewegen sich im Wasser mit ihrem seitlich pendelden Schwanz schnell vorwärts. Das Schwanzsegel unterstützt diese Bewegung. Die Echsen ernähren sich von Früchten, Blüten und Blättern sowie von Insekten und kleinen Krustentieren oder Säugetieren. Normalerweise sind die Tiere den Menschen gegenüber scheu. Zuweilen lassen sie sich jedoch auch mit Früchten füttern. Die Art pflanzt sich durch Oviparie (eierlegend) fort.
Aufgrund ihrer attraktiven Gestalt und farblichen Variabilität wird die Philippinische Segelechse in mehreren Zoologischen Gärten weltweit gezeigt oder es werden an Universitäten Untersuchungen zur Lebensweise durchgeführt. Die folgenden Bilder zeigen einige solcher Tiere, die in Gefangenschaft gehalten wurden.

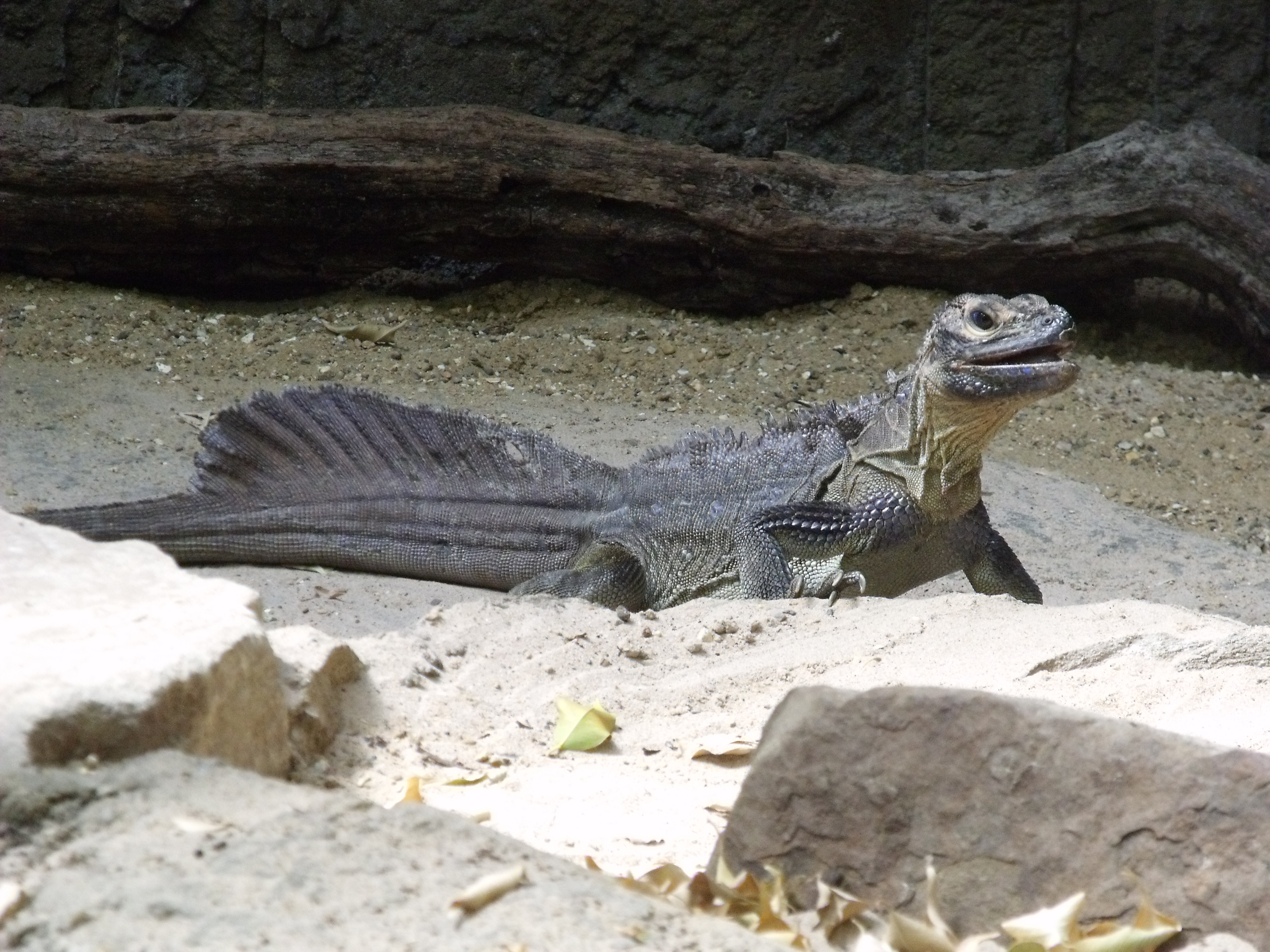
Männchen im London Zoo
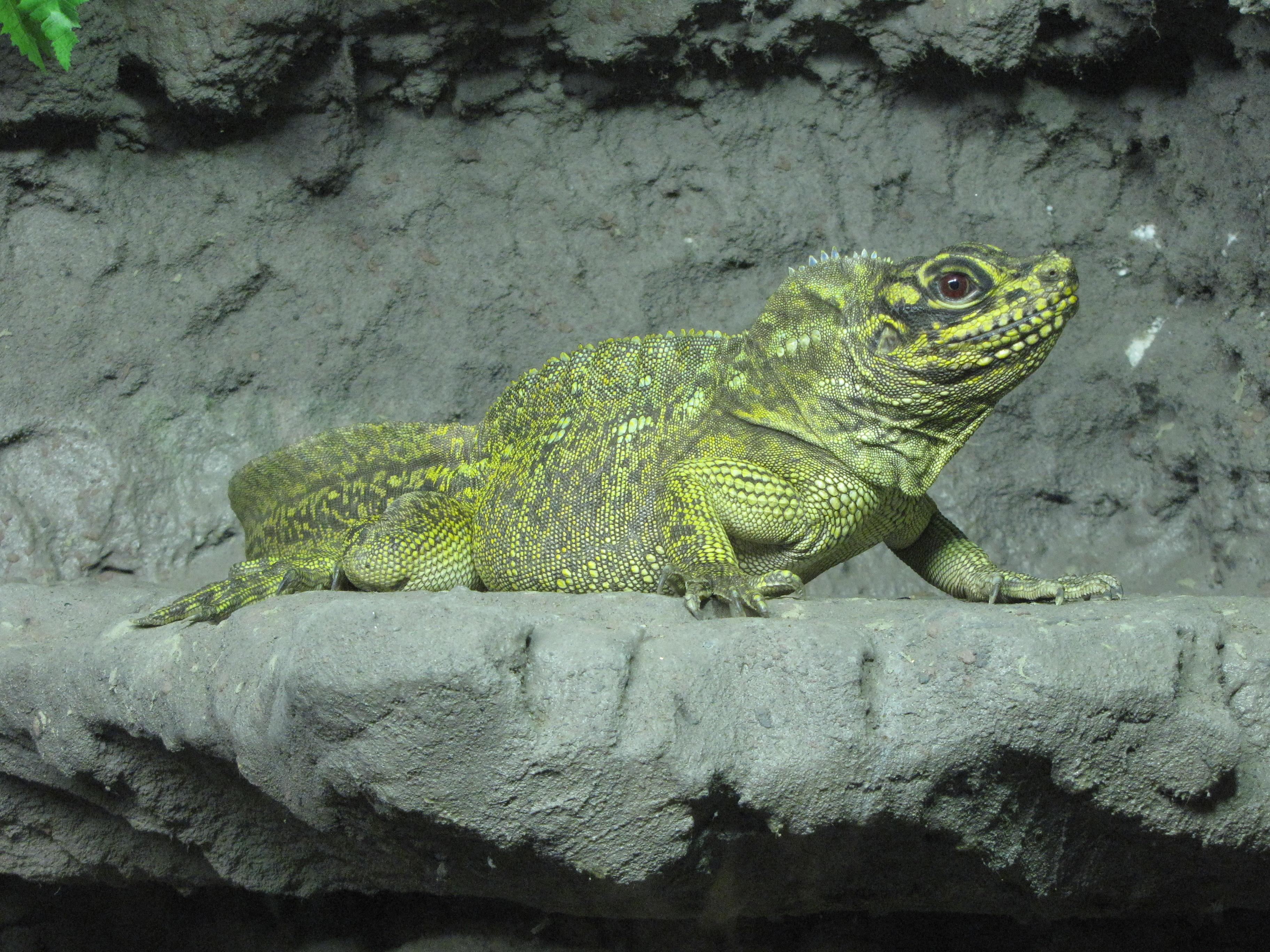
Männchen im Zoo Helsinki
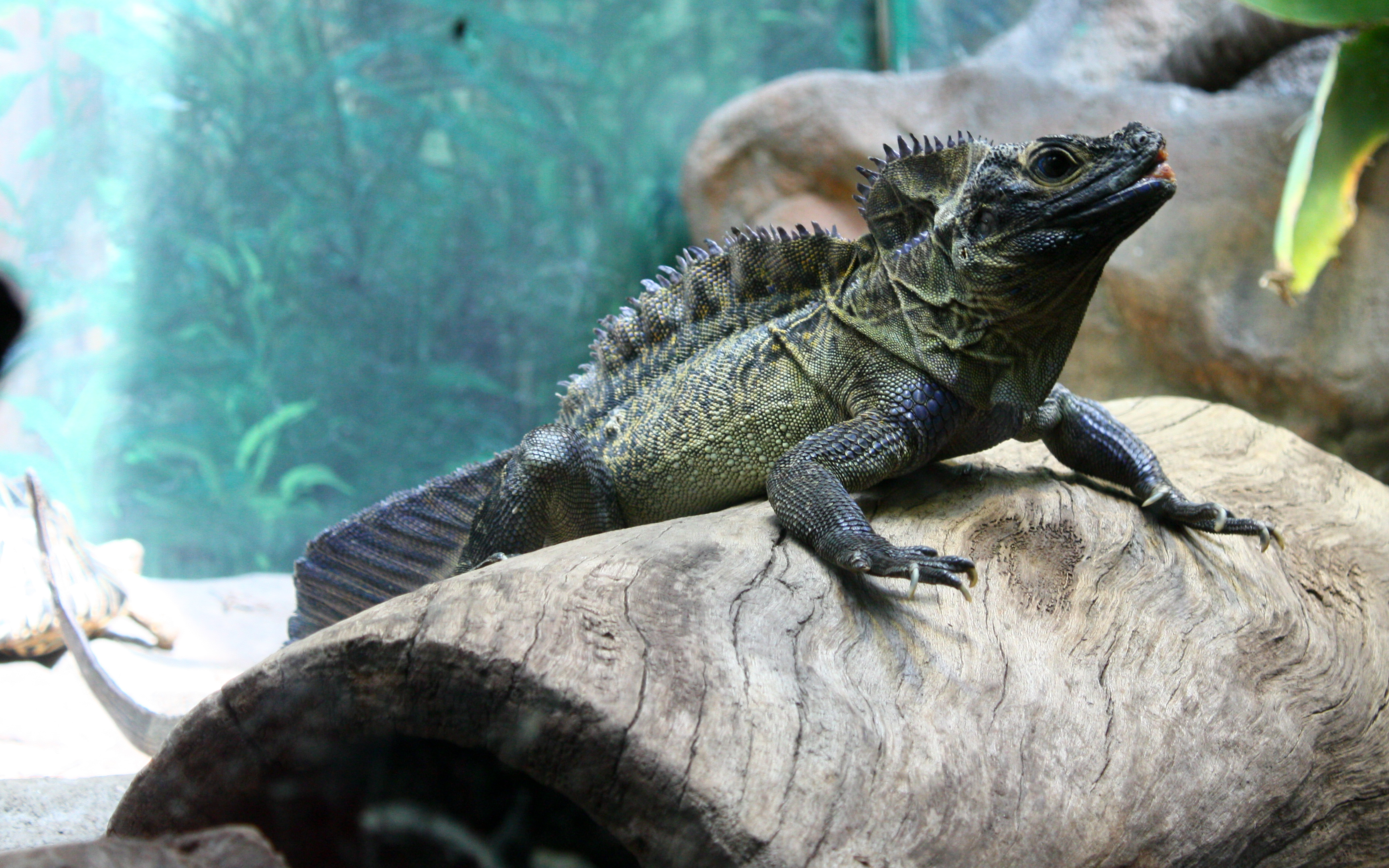
Männchen im Zoo Sydney
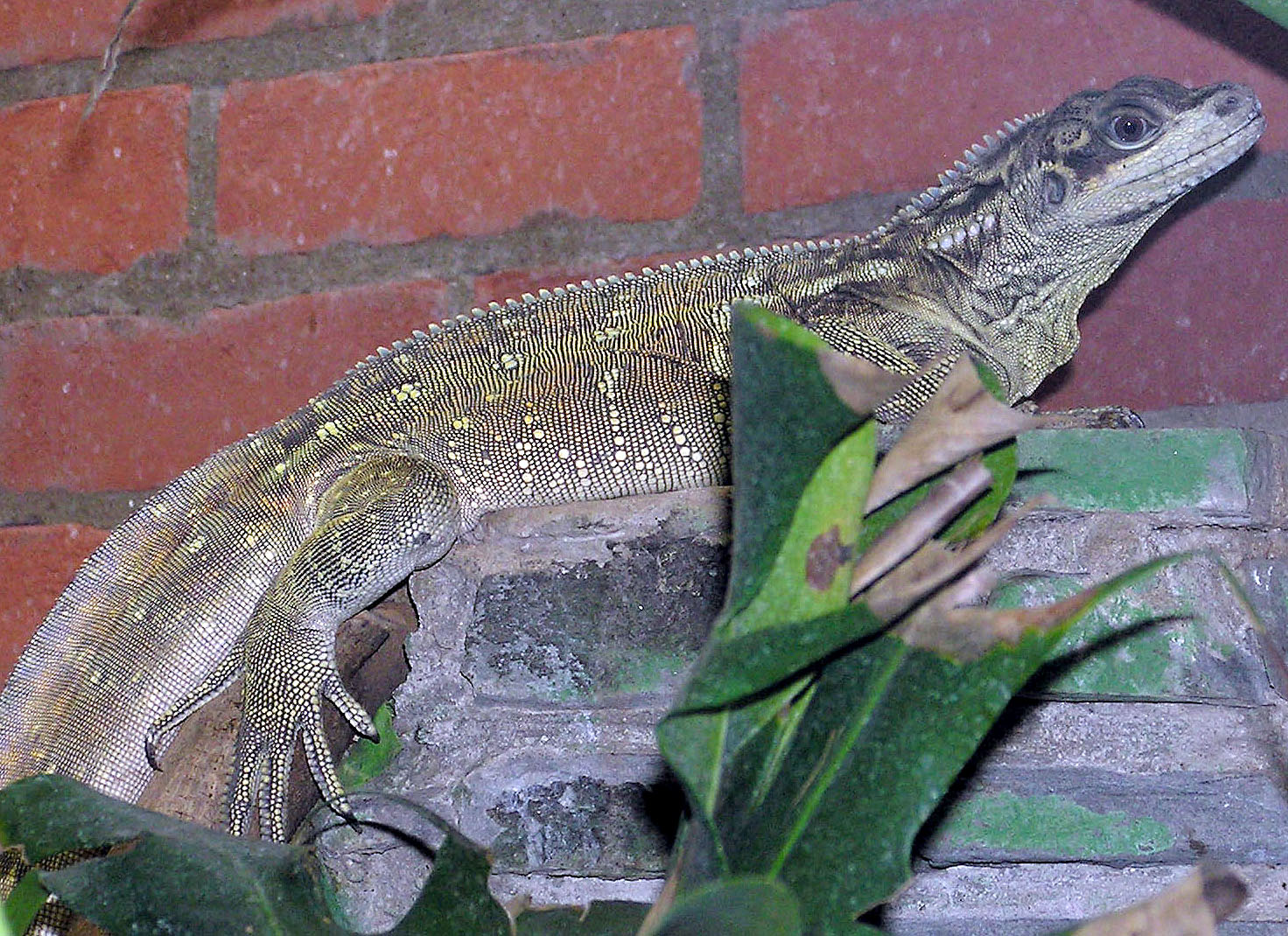
Weibchen im Bristol Zoo
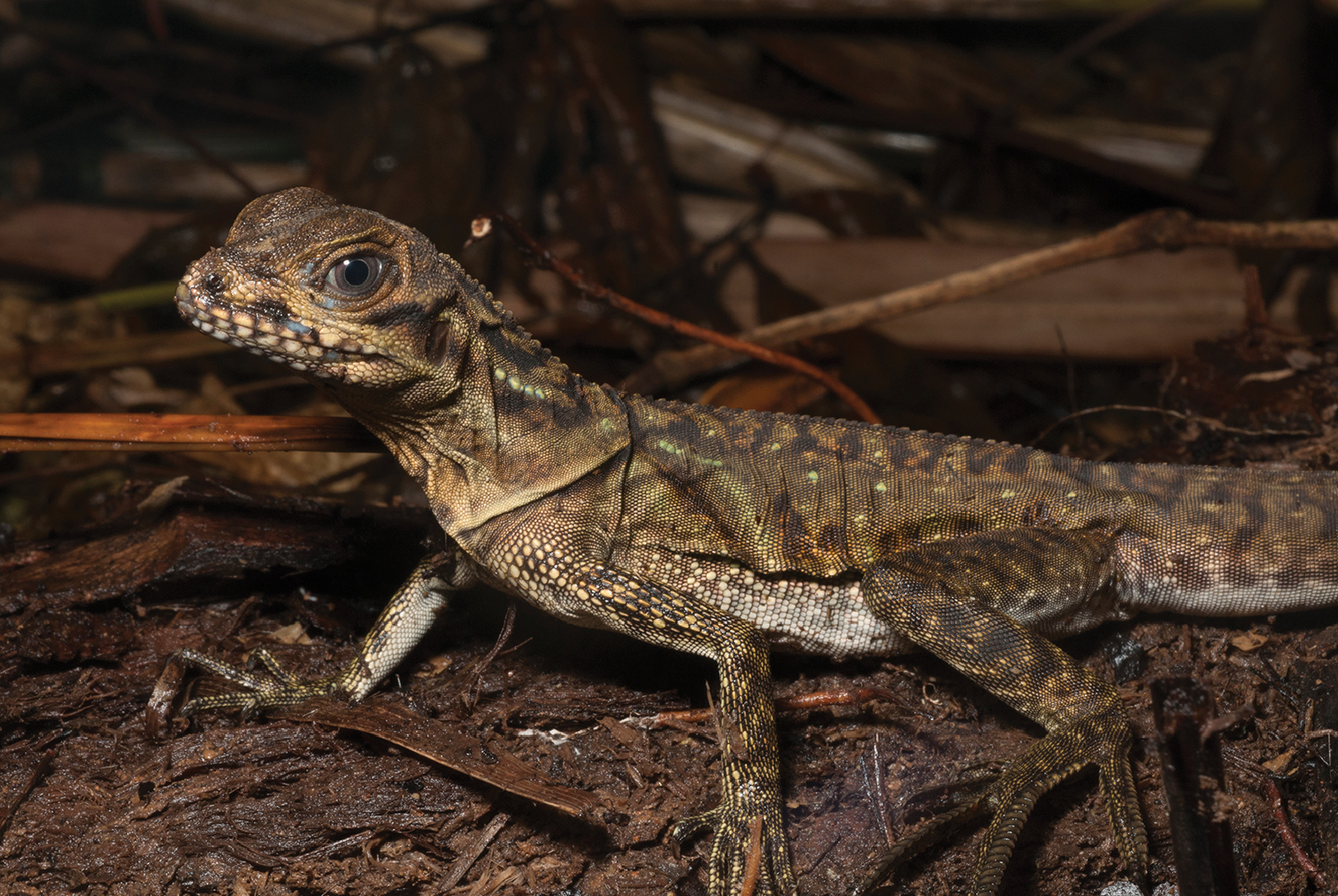
Weibchen in der University of Kansas

## Gefährdung
Da die Philippinische Segelechse ein relativ kleines Verbreitungsgebiet auf einigen Inseln der Philippinen hat und ihr Vorkommen im Rückgang begriffen ist, wird sie von der Weltnaturschutzorganisation IUCN als „Vulnerable = gefährdet“ klassifiziert. Eine Gefährdung der Art ergibt sich aufgrund von Lebensraumveränderungen durch Entwässerung des Lebensraums, Urbanisierung sowie durch illegale Entnahme dieser attraktiven Art aus ihrem Lebensraum für den Tierhandel. Zwar ist die Philippinische Segelechse eine auf den Philippinen national geschützte Art, zuweilen werden jedoch Individuen wahrheitswidrig als Terrarium-Nachzuchten deklariert, die in Wirklichkeit der Natur entnommen wurden. Im Tierhandel werden bis zu 700 US$ für ein Exemplar gezahlt. Es wird daher dringend empfohlen, die Philippinische Segelechse in das auch Convention on International Trade in Endangered Species of Wild Fauna and Flora (kurz CITES, deutsch Übereinkommen über den internationalen Handel mit gefährdeten Arten freilebender Tiere und Pflanzen) genannte Washingtoner Artenschutzübereinkommen aufzunehmen, das den internationalen Handel mit gefährdeten Tieren und Pflanzen regeln soll.

## Trivia

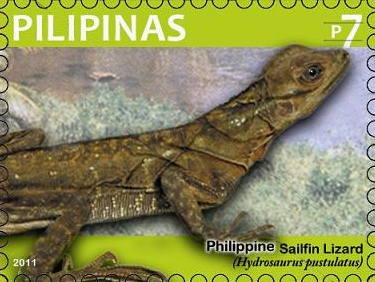
Hydrosaurus pustulatus auf einer Briefmarke

Die Philippinische Segelechse wurde 2011 auf einer von der philippinischen Post herausgegebenen Briefmarke im Wert von 7 Peso abgebildet.